# Анджело (Вісконсин)
Анджело (англ. Angelo) — місто (англ. town) в США, в окрузі Монро штату Вісконсин. Населення — 1697 осіб (2020).

## Демографія
Згідно з переписом 2010 року, у місті мешкало 1296 осіб у 497 домогосподарствах у складі 367 родин. Було 557 помешкань
Расовий склад населення:
| - 96,8 % — білих - 0,8 % — чорних або афроамериканців - 0,6 % — азіатів - 0,1 % — вихідців з тихоокеанських островів - 0,1 % — корінних американців |

До двох чи більше рас належало 1,1 %. Частка іспаномовних становила 2,9 % від усіх жителів.
За віковим діапазоном населення розподілялося таким чином: 24,5 % — особи молодші 18 років, 62,1 % — особи у віці 18—64 років, 13,4 % — особи у віці 65 років та старші. Медіана віку мешканця становила 42,5 року. На 100 осіб жіночої статі у місті припадало 109,7 чоловіків;  на 100 жінок у віці від 18 років та старших — 109,9 чоловіків також старших 18 років.
Середній дохід на одне домашнє господарство  становив 72 481 долар США (медіана — 61 708), а середній дохід на одну сім'ю — 82 909 доларів (медіана — 67 969). Медіана доходів становила 45 430 доларів для чоловіків та 35 917 доларів для жінок. За межею бідності перебувало 8,4 % осіб, у тому числі 5,6 % дітей у віці до 18 років та 9,0 % осіб у віці 65 років та старших.
Цивільне працевлаштоване населення становило 655 осіб. Основні галузі зайнятості: освіта, охорона здоров'я та соціальна допомога — 22,4 %, виробництво — 22,0 %, роздрібна торгівля — 11,1 %, будівництво — 8,4 %.